# Discografie van Karat
Deze discografie is een overzicht van de muzikale werken van de Duitse rockband Karat. Het meest succesvolle studioalbum in Duitsland was The Blue Planet op nummer 8 in de hitparade. Er waren geen albumlijsten in de DDR. Het meest succesvolle nummer in de DDR, gebaseerd op evaluaties van de DDR-radio-uitzendingen, was König der Welt op nummer 1 in de jaarlijkse hitparade van de DDR, met Karat als een van de meest succesvolle bands in deze lijst. In Duitsland stonden drie singles in de hitparades: Über sieben Brücken mußt du gehn, Der blaue Planet en Jede Stunde.

## Albums

### Studioalbums
| Jaar | Titel Label                                                      | Hitklasseringen | Hitklasseringen | Hitklasseringen | Opmerkingen                                             |
| Jaar | Titel Label                                                      | DE              | AT              | CH              | Opmerkingen                                             |
| ---- | ---------------------------------------------------------------- | --------------- | --------------- | --------------- | ------------------------------------------------------- |
| 1978 | Karat Amiga                                                      | —               | —               | —               | Eerste uitgave: 1978 Verkoop ca. 321.000                |
| 1979 | Über sieben Brücken (DDR) / Albatros (BRD) Amiga / Teldec (Pool) | 40 (7 weken)    | —               | —               | Eerste uitgave: 1979 Verkoop ca. 750.000                |
| 1980 | Schwanenkönig Amiga / Teldec (Pool)                              | 26 (24 weken)   | —               | —               | Eerste uitgave: 1980 Verkoop ca. 700.000                |
| 1982 | Der blaue Planet Amiga / Teldec (Pool)                           | 8 (48 weken)    | —               | —               | Eerste uitgave: 20 maart 1982 Verkoop ca. 1.400.000     |
| 1984 | Die sieben Wunder der Welt Amiga / Teldec (Pool)                 | 54 (3 weken)    | —               | —               | Eerste uitgave: 1984 Verkoop ca. 450.000                |
| 1987 | Fünfte Jahreszeit Amiga / Teldec (Pool)                          | —               | —               | —               | Eerste uitgave: 1987 Verkoop ca. 230.000                |
| 1990 | … im nächsten Frieden Amiga / Extra Records and Tapes            | —               | —               | —               | Eerste uitgave: 1 januari 1990 Verkoop ca. 45.000 (DDR) |
| 1991 | Karat Extra Records and Tapes                                    | —               | —               | —               | Eerste uitgave: 1991                                    |
| 1995 | Die geschenkte Stunde K&P Music / BMG                            | —               | —               | —               | Eerste uitgave: 27 maart 1995 Verkoop ca. 30.000        |
| 1997 | Balance K&P Music / BMG                                          | —               | —               | —               | Eerste uitgave: 26 mei 1997 Verkoop ca. 40.000          |
| 2003 | Licht und Schatten ZYX Music                                     | —               | —               | —               | Eerste uitgave: 14 april 2003 Verkoop ca. 5.000         |
| 2010 | Weitergeh’n a&f music (edel)                                     | 81 (1 week)     | —               | —               | Eerste uitgave: 9 april 2010                            |
| 2015 | Seelenschiffe Electrola                                          | 63 (2 weken)    | —               | —               | Eerste uitgave: 27 maart 2015                           |
| 2018 | Labyrinth Electrola                                              | 46 (1 week)     | —               | —               | Eerste uitgave: 19 oktober 2018                         |

### Livealbums
| Jaar | Titel Label                                        | Hitklasseringen | Hitklasseringen | Hitklasseringen | Opmerkingen                     |
| Jaar | Titel Label                                        | DE              | AT              | CH              | Opmerkingen                     |
| ---- | -------------------------------------------------- | --------------- | --------------- | --------------- | ------------------------------- |
| 2015 | 40 Jahre – Live von der Waldbühne Berlin Electrola | 53 (1 week)     | —               | —               | Eerste uitgave: 30 oktober 2015 |

Verdere livealbums
- 1985: 10 Jahre Karat – Auf dem Weg zu Euch – Live (Amiga / Teldec (Pool))
- 2001: 25 Jahre – Das Konzert (K&P Music / BMG); met het Deutsche Filmorchester Babelsberg
- 2013: Symphony (a&f music (edel)); met het Philharmonische Orchester Kiel

### Compilaties
| Jaar | Titel Label                                          | Hitklasseringen | Hitklasseringen | Hitklasseringen | Opmerkingen                                  |
| Jaar | Titel Label                                          | DE              | AT              | CH              | Opmerkingen                                  |
| ---- | ---------------------------------------------------- | --------------- | --------------- | --------------- | -------------------------------------------- |
| 1992 | Vierzehn Karat Amiga / Deutsche Schallplatten Berlin | —               | —               | —               | Eerste uitgave: 1992 Officieel Best-Of-Album |

Verdere compilaties
- 1998: Sechzehn Karat (Amiga / BMG); officieel Best-Of-album
- 2000: Ich liebe jede Stunde (K&P Music / BMG); Best-Of-album met remakes en enkele nieuwe liederen
- 2005: 30 Jahre Karat (BMG); Best-Of-album met demo-cd van Herbert Dreilich

### Albums met deelname van Karat
| Jaar | Titel Label                                                        | Hitklasseringen | Hitklasseringen | Hitklasseringen | Opmerkingen |
| Jaar | Titel Label                                                        | DE              | AT              | CH              | Opmerkingen |
| ---- | ------------------------------------------------------------------ | --------------- | --------------- | --------------- | --- |
| 2007 | Ostrock in Klassik Buschfunk                                       | —               | —               | —               | Eerste uitgave: 2007 Nummer Der blaue Planet en Albatros                                                                    |
| 2009 | A Tribute to Die Fantastischen Vier Columbia                       | 4 (5 weken)     | 29 (4 weken)    | —               | Erstveröffentlichung: 7 augustus 2009 Interpretatie van Sommerregen                                                         |
| 2014 | Rock Legenden – Puhdys, City + Karat Rhingtön (Universal)          | 21 (7 weken)    | —               | —               | Eerste uitgave: 26 september 2014 Interpretatie van Glastraum An den Ufern der Nacht, Eiszeit en Vom gleichen Schlag        |
| 2015 | Gregor Meyle präsentiert Meylensteine Embassy Of Music             | 6 (13 weken)    | —               | —               | Eerste uitgave: 12 juni 2015 Gregor Meyle interpreteert Der blaue Planet, Karat interpreteert met Meyle Über sieben Brücken |
| 2015 | Rock Legenden Live – Puhdys, City + Karat Rhingtön (Universal)     | 13 (6 weken)    | —               | —               | Eerste uitgave: 18 september 2015                                                                                           |
| 2017 | Rock Legenden Vol. 2 – Karat, City + Maschine Rhingtön (Universal) | 23 (3 weken)    | —               | —               | Eerste uitgave: 6 oktober 2017                                                                                              |
| 2019 | Hier lebst du - Unsere liebsten Kinderlieder Sauerländer Audio     | —               | —               | —               | Interpretatie van Leise, Peterle, leise                                                                                     |

Verdere albums met deelname van Karat
- 1986: It’s Only Rock’n’Roll – Die Gitarreros live in Concert (Amiga / Deutsche Schallplatten Berlin / Sechzehnzehn); deelname van Herbert Dreilich, Ed Swillms, Bernd Römer
- 2009: Ostrock in Klassik Vol. 2 (Buschfunk); nummer Über sieben Brücken en König der Welt
- 2010: Ostrock in Klassik Gold Edition (Polydor); nummer Jede Stunde en Über sieben Brücken

## Liedjes met hitklasseringen
| Jaar | Titel Album                                                | Hitklasseringen | Hitklasseringen | Opmerkingen                                                   |
| Jaar | Titel Album                                                | DDR1            | DE              | Opmerkingen                                                   |
| ---- | ---------------------------------------------------------- | --------------- | --------------- | ------------------------------------------------------------- |
| 1975 | Schwester –                                                | 27              | —               | Eerste uitgave: 1975                                          |
| 1975 | Draußen im Kornfeld –                                      | 50              | —               | Eerste uitgave: 1975                                          |
| 1976 | Such ein Zimmer –                                          | 3               | —               | Eerste uitgave: 1975                                          |
| 1976 | Abendstimmung Karat                                        | 5               | —               | Eerste uitgave: 1976                                          |
| 1976 | Charly –                                                   | 26              | —               | Eerste uitgave: 1976                                          |
| 1976 | So ’ne kleine –                                            | 8               | —               | Eerste uitgave: 1976                                          |
| 1977 | So ’ne kleine –                                            | 32              | —               | Eerste uitgave: 1976                                          |
| 1977 | Märchenzeit Karat                                          | 5               | —               | Eerste uitgave: 1977                                          |
| 1977 | Das Monster Karat                                          | 6               | —               | Eerste uitgave: 1977                                          |
| 1977 | Und ich liebe dich Karat                                   | 11              | —               | Eerste uitgave: 1977                                          |
| 1977 | Die Burg Karat                                             | 14              | —               | Eerste uitgave: 1977                                          |
| 1977 | Rock-’n’-Roll-Fan Karat                                    | 33              | —               | Eerste uitgave: 1977                                          |
| 1978 | Rock-’n’-Roll-Fan Karat                                    | 9               | —               | Eerste uitgave: 1977                                          |
| 1978 | König der Welt Karat                                       | 1               | —               | Eerste uitgave: 1978                                          |
| 1978 | Ballade von den sieben Geistern Karat                      | 47              | —               | Eerste uitgave: 1978                                          |
| 1978 | Ay, ay, que verano –                                       | 26              | —               | Eerste uitgave: 1978                                          |
| 1978 | Über sieben Brücken mußt du gehn Über sieben Brücken       | 2               | 15 (13 weken)   | Eerste uitgave: 1978 in Duitsland pas in 1981 in de hitparade |
| 1979 | Wenn das Schweigen bricht Über sieben Brücken              | 3               | —               | Eerste uitgave: 1979                                          |
| 1979 | Gewitterregen Über sieben Brücken                          | 6               | —               | Eerste uitgave: 1979                                          |
| 1979 | Auf den Meeren Über sieben Brücken                         | 25              | —               | Eerste uitgave: 1979                                          |
| 1979 | Albatros Über sieben Brücken                               | 13              | —               | Eerste uitgave: 1979                                          |
| 1980 | Albatros Über sieben Brücken                               | 19              | —               | Eerste uitgave: 1979                                          |
| 1980 | Magisches Licht Schwanenkönig                              | 7               | —               | Eerste uitgave: 1980                                          |
| 1980 | Das Narrenschiff Schwanenkönig                             | 12              | —               | Eerste uitgave: 1980                                          |
| 1980 | Schwanenkönig                                              | 4               | —               | Eerste uitgave: 1980                                          |
| 1981 | Schwanenkönig                                              | 40              | —               | Eerste uitgave: 1980                                          |
| 1981 | Tiefsee Schwanenkönig                                      | 9               | —               | Eerste uitgave: 1980                                          |
| 1981 | Tanz mit der Sphinx Schwanenkönig                          | 39              | —               | Eerste uitgave: 1980                                          |
| 1981 | Der blaue Planet                                           | 2               | 14 (30 weken)   | Eerste uitgave: 1981                                          |
| 1982 | Marionetten Der blaue Planet                               | 2               | —               | Eerste uitgave: 1982                                          |
| 1982 | Jede Stunde Der blaue Planet                               | 7               | 9 (29 weken)    | Eerste uitgave: 1982                                          |
| 1982 | Blumen aus Eis Der blaue Planet                            | 31              | —               | Eerste uitgave: 1982                                          |
| 1983 | Falscher Glanz Der blaue Planet                            | 9               | —               | Eerste uitgave: 1982                                          |
| 1983 | Wie weit fliegt die Taube Der blaue Planet                 | 11              | —               | Eerste uitgave: 1982                                          |
| 1984 | ...und der Mond schien rot Die sieben Wunder der Welt      | 7               | —               | Eerste uitgave: 1984                                          |
| 1984 | Die sieben Wunder der Welt                                 | 20              | —               | Eerste uitgave: 1984                                          |
| 1984 | Mich zwingt keiner auf die Knie Die sieben Wunder der Welt | 33              | —               | Eerste uitgave: 1984                                          |
| 1985 | Don Alfredo Die sieben Wunder der Welt                     | 29              | —               | Eerste uitgave: 1984                                          |
| 1985 | Hab den Mond mit der Hand berührt Fünfte Jahreszeit        | 6               | —               | Eerste uitgave: 1985                                          |
| 1986 | Fünfte Jahreszeit                                          | 32              | —               | Eerste uitgave: 1986                                          |
| 1987 | Die Glocke Zweitausend Fünfte Jahreszeit                   | 9               | —               | Eerste uitgave: 1987                                          |
| 1987 | In deiner Galerie Fünfte Jahreszeit                        | 42              | —               | Eerste uitgave: 1987                                          |
| 1990 | Immer so ... im nächsten Frieden                           | 19              | —               | Eerste uitgave: 1989                                          |

1 Er waren geen hitlijsten in de DDR. De lijst van de jaarlijkse hitparade van de DDR kwam pas na het einde van de DDR tot stand.

## Singles
| alleen DDR - 1975: Leute welch ein Tag / Du und ich - 1976: Das Monster / Abendstimmung - 1978: Eh, dieser Sommer / Wir werden immer mehr (vertolker: Prinzip) - 1978: Über sieben Brücken mußt du gehn / Rock-Vogel - 1978: Auf den Meeren / Wenn das Schweigen bricht - 1981: Über sieben Brücken / Gewitterregen / König der Welt / Der Boxer - 1983: Kalter Rauch / Flipper alleen BRD - 1978: König der Welt / Reggae Rita Star - 1979: Über sieben Brücken mußt du gehn / Blues - 1980: Schwanenkönig / Le Doyen II - 1982: Jede Stunde / Falscher Glanz - 1983: Und ich liebe Dich / Abendstimmung / Märchenzeit / He, Manuela - 1984: Kalter Rauch / Unterwegs nach Haus - 1986: Die fünfte Jahreszeit / Der Liebe Fluch - 1987: In deiner Galerie / Der Fahrradverkäufer DDR en BRD - 1980: Magisches Licht / Großstadt - 1981: Der blaue Planet / Blumen aus Eis - 1985: Hab’ den Mond mit der Hand berührt / Halleluja Welt na de omwenteling - 1989: Immer so / Hör nicht auf - 1990: Atemlos / Magie der Nacht - 1990: Über sieben Brücken (Duett) / … im nächsten Frieden | - 1991: Schwerelos / Visionen? - 1991: Wunder / Die Schatten werden länger - 1992: Kind / Regen und Eis - 1994: Ganz oben / Die geschenkte Stunde / Ganz oben (lange versie) - 1995: Unter dem Wind / Jedermann / Der achte Tag - 1997: Vielleicht (Radio-Edit) / Vielleicht - 1998: Der Ozean / Lebenszeichen / Niemandsland - 1998: Das kann niemand so wie Du (promo) - 2000: Ich liebe jede Stunde (Remake) / Jede Stunde (origineel) - 2000: Ich liebe jede Stunde (Remake) / Kleine Dinge / Das kann niemand so wie Du (promo) - 2001: Dann kann ich fliegen / In deiner Galerie / Blumen aus Eis (promo) - 2003: Soweit der Wind (promo) - 2005: Melancholie (promo) - 2006: Der letzte Countdown / Melancholie / Der letzte Countdown (akoestische versie) - 2006: Winterzeit (promo, met MEDLZ) - 2007: … nie zu weit (promo) - 2010: Weitergeh’n (promo) - 2010: Berlin (promo) - 2012: So wie Du (promo) - 2013: Der blaue Planet (Karat live met het Philharmonischen Orchester Kiel; promo) - 2015: Seelenschiffe (promo) - 2015: Soll ich dich befreien (met Gregor Meyle) (promo) - 2016: Sag seit wann (promo) - 2018: Hoffnung (download) - 2018: 1 mit Dir (download) |

## Muziekvideo's
| Jaar | Titel         |
| ---- | ------------- |
| 2015 | Seelenschiffe |
| 2018 | Hoffnung      |

## Boxsets
| Jaar | Titel Label                                                 | Opmerkingen |
| ---- | ----------------------------------------------------------- | --- |
| 2010 | Ich liebe Jede Stunde – Jubileums-editie Amiga / Sony Music | Eerste uitgave: 9 april 2010 Inhoud: alle studioalbums tot Licht und Schatten, het livealbum 10 Jahre Karat – Auf dem Weg zu Euch – Live en een cd met zeldzaamheden |

## Statistiek

### Evaluatie hitlijsten
|                         | DE | AT | CH |
| ----------------------- | -- | -- | -- |
| Nummer 1-albums         | —  | —  | —  |
| Top 10-albums           | 3  | —  | —  |
| Albums in de hitlijsten | 13 | 1  | —  |

|                          | DE |
| ------------------------ | -- |
| Nummer 1-singles         | —  |
| Top 10-singles           | 1  |
| Singles in de hitlijsten | 3  |

### Awards voor muziekverkoop
| Land/Regio       | Goud | Platina | Verkoop | Bronnen           |
| ---------------- | ---- | ------- | ------- | ----------------- |
| Duitsland (BVMI) | 4    | —       | 600.000 | musikindustrie.de |
| Totaal           | 4    | —       |         |                   |